# Carrer que no passa
El carrer que no passa és un carrer catalogat com a monument del municipi de la Vilella Baixa (Priorat) inclòs en l'Inventari del Patrimoni Arquitectònic de Catalunya. Carrer irregular, tortuós que surt del carrer major i desemboca amb un cul de sac. El carrer, com el seu nom indica, s'acaba sense solució de continuïtat en una petita plaça. La zona principal és la constituïda per un porxo força ample, constituït per tres arcades gòtiques, la primera molt típica i les altres dues, més rebaixades i malmeses. Entre la segona i la tercera, a un dels costats hi ha un pany de paret fet de carreus. Cal destacar entre les cases de primer pis i golfes, fetes de pedra, les número 2 i 9, amb les portalades de pedra ben conservades, possiblement medievals. Hi ha altres habitatges que han estat modificats, però sense alterar massa el conjunt.
És un exemple de via destinada únicament a comunicar les cases que estaven aplegades amb finalitat defensiva, de la mateixa manera que passa en altres indrets del Priorat. Inicialment podria haver tingut una porta i alguna construcció fortificada, com una torre. El carrer que no passa encara fou utilitzat com a lloc de defensa durant les carlinades, quan encara, en moments de perill, es tancava el seu portal d'accés.